# Norman Gilroy
Sir Norman Thomas Gilroy (Sydney, 22 gennaio 1896 – Sydney, 21 ottobre 1977) è stato un cardinale e arcivescovo cattolico australiano.

## Biografia
Nacque a Sydney il 22 gennaio 1896 in una famiglia di origine irlandese.
il 10 dicembre 1934 papa Pio XI lo nominò vescovo di Port Augusta. Ricevette l'ordinazione episcopale il 17 marzo 1935 per imposizione delle mani dell'arcivescovo Filippo Bernardini. Due anni dopo, il 1º luglio 1937, sempre papa Pio XI lo nominò arcivescovo coadiutore di Sydney assegnandogli la sede titolare di Cipsela. Succedette alla sede di Sydney l'8 marzo 1940 e resse l'arcidiocesi fino al 9 luglio 1971, ritirandosi per raggiunti limiti d'età.
Papa Pio XII lo elevò al rango di cardinale nel concistoro del 18 febbraio 1946. Fu il primo australiano di nascita a essere elevato alla porpora.
Dopo l'indipendenza politica dell'India, papa Pio XII  lo nominò legato papale per il concilio plenario indiano. Il concilio si aprì a Bangalore il 6 gennaio 1950 e proseguì fino al 18 gennaio. Furono presenti tutti gli ordinari delle 52 circoscrizioni ecclesiastiche indiane dell'epoca, ivi incluso l'arcivescovo di Goa e i vescovi dei riti orientali di Malabar, rappresentanti insieme 4 milioni e mezzo di cattolici.
Partecipò al conclave del 1958 che elesse Giovanni XXIII e a quello del 1963 che elesse Paolo VI.
Partecipò anche alle quattro sessioni del Concilio Vaticano II.
Morì a Sydney il 21 ottobre 1977 all'età di 81 anni.

## Genealogia episcopale e successione apostolica
La genealogia episcopale è:
- Cardinale Scipione Rebiba
- Cardinale Giulio Antonio Santori
- Cardinale Girolamo Bernerio, O.P.
- Arcivescovo Galeazzo Sanvitale
- Cardinale Ludovico Ludovisi
- Cardinale Luigi Caetani
- Cardinale Ulderico Carpegna
- Cardinale Paluzzo Paluzzi Altieri degli Albertoni
- Papa Benedetto XIII
- Papa Benedetto XIV
- Papa Clemente XIII
- Cardinale Marcantonio Colonna
- Cardinale Giacinto Sigismondo Gerdil, B.
- Cardinale Giulio Maria della Somaglia
- Cardinale Carlo Odescalchi, S.I.
- Cardinale Costantino Patrizi Naro
- Cardinale Serafino Vannutelli
- Cardinale Domenico Serafini, O.S.B.
- Cardinale Pietro Fumasoni Biondi
- Arcivescovo Filippo Bernardini
- Cardinale Norman Thomas Gilroy

La successione apostolica è:
- Vescovo Alfred Joseph Gummer (1942)
- Cardinale Peter Thomas McKeefry (1947)
- Vescovo John Thomas Toohey (1948)
- Arcivescovo Thomas Vincent Cahill (1949)
- Arcivescovo Patrick Mary O'Donnell (1949)
- Vescovo William Joseph Brennan (1953)
- Arcivescovo James Patrick Carroll (1954)
- Cardinale James Darcy Freeman (1957)
- Vescovo Douglas Joseph Warren (1964)
- Vescovo Paschal Sweeney, C.P. (1967)
- Vescovo Henry Joseph Kennedy (1967)
- Vescovo Edward Francis Kelly, M.S.C. (1969)
- Vescovo John Aloysius Morgan (1969)
- Vescovo John Steven Satterthwaite (1969)